# CHEOPS
L'observatori espacial CHaracterising ExOPlanets Satellite (CHEOPS, per les sigles en anglès/Satèl·lit per a la Caracterització d'Exoplanetes en català) de l'Agència Espacial Europea (ESA), és la primera missió exoplanetària europea.
El seu objectiu és determinar la grandària dels exoplanetes coneguts, la qual cosa permetria estimar la seva massa, densitat, composició i formació.
Aquest és el primer observatori centrat en l'anàlisi de trànsits exoplanetaris utilitzant fotometria d'alta precisió, aplicats als estels més brillants del cel nocturn amb planetes confirmats orbitant al seu voltant, a més, del mesurament amb un nivell de detall sense precedents de la densitat mitjana de superterres i minineptuns.
Les seves observacions permetran establir una relació entre la massa i radi d'un planeta, i conèixer quin és el límit que separa els cossos tel·lúrics dels gegants gasosos.
El telescopi forma part amb la primera missió de classe petita del programa científic Cosmic Vision de l'ESA.
El projecte va ser seleccionat entre vint-i-sis candidats el divendres 19 d'octubre del 2012 i va compta amb un pressupost de 50 milions d'euros. El seu llançament estava previst per a finals de 2017, però per diverses circumstàncies va ser ajornat per ser enviat a l'espai a finals de 2019 a bord d'un coet Soiuz. Després de diversos retards anunciats per Arianespace (comercialitzadora del llançament), el llançament va ser previst per al 17 de desembre a les 9:54 hores (CET) des del port espacial europeu de Kourou, Guaiana Francesa.
Després de ser posposat una vegada més per problemes detectats al coet Soiuz durant una de les comprovacions del programari, a una hora i vint-i-cinc minuts del seu llançament, i estant previst el seu llançament per a vint-i-quatre hores després, el satèl·lit es va enlairar amb èxit a les 08:54 hores (UTC) del dia 18 de desembre de 2019.

## Descripció
Com el Telescopi Espacial Kepler, CHEOPS observarà trànsits exoplanetaris, recopilant informació quan un cos planetari passi davant de la seva estrella des de la seva perspectiva. No obstant això, mentre que el Kepler contempla 150 estels a la recerca de nous planetes, el CHEOPS se centrarà en cadascun de forma individual i en exoplanetes ja coneguts. Pot apuntar a pràcticament qualsevol part del cel i utilitza fotometria de molt alta precisió per determinar el radi exacte de cossos planetaris de massa coneguda, d'entre 1 i 20%M⊕. D'aquesta manera, pot identificar l'estructura interna, aportar informació rellevant sobre la seva formació i perfilar els objectius principals de la propera generació de telescopis terrestres i orbitals.
CHEOPS és la primera d'una sèrie de petites missions del Programa de Ciència de l'Agència Espacial Europea, composta per satèl·lits molt especialitzats i de ràpid desenvolupament que completen les tasques realitzades per projectes més grans. El 19 d'octubre del 2012 va ser seleccionada entre un total de vint-i-sis propostes i va ser incorporada al Programa de Ciència divuit mesos després, el febrer del 2014. La missió està desenvolupada en col·laboració amb la Universitat de Berna, l'Oficina Espacial Suïssa (SSO) i una divisió de la Secretaria d'Estat de Suïssa d'Educació, Recerca i Innovació (SERI). En total, onze estats membres de l'ESA participen en el projecte i compten amb representació al Programa de Ciència de CHEOPS. El satèl·lit va ser construït a Espanya per Airbus Defence & Space.

## Característiques

Diagrama d'un telescopi Ritchey-Chrétien.

El satèl·lit té una estructura de base hexagonal i unes dimensions aproximades d'1,5 metres de llarg, ample i alt, basant-se en la plataforma SeoSat. Compte amb un telescopi Ritchey-Chrétien de grandària mitjana, de 30 cm d'obertura i 1,2 m de longitud, desenvolupat per la Universitat de Berna. muntat en un banc òptic rígid. El sensor CCD del CHEOPS opera en una longitud d'ona visible, entre 400 i 1100 nm, amb una sensibilitat capaç de detectar un exoplaneta d'una mida similar a la Terra al voltant d'una estrella de 0,9 M☉ en una òrbita de seixanta dies.
Els panells solars, ubicats sobre un escut solar que protegeix la carcassa del radiador i el detector contra els raigs del Sol, proporcionen un subministrament continu de 64 W per mantenir les operacions i permetre la descàrrega de 1,2 Gb de dades diàries. A més, disposa d'una bateria per emmagatzemar l'excedent d'energia i mantenir el telescopi en funcionament fins i tot durant les fases d'eclipsi.
CHEOPS efectua les seves observacions a poca distància de la superfície, entre 650 i 800 km d'altitud, i roman en una òrbita heliosincrònica de 98º d'inclinació. La vida útil del projecte és de tres anys i mig, i compta amb un pressupost de 50 milions d'euros.

### Sistema de control d'actitud i òrbita (AOCS)
El sistema de control està estabilitzat en 3 eixos, però bloquejat al nadir, assegurant que un dels eixos de la nau espacial sempre apunti cap a la Terra. Durant cada òrbita, la nau gira lentament al voltant de la línia de visió del telescopi per mantenir el radiador del pla focal orientat cap a l'espai fred, permetent el refredament passiu del detector. La durada típica dobservació és de 48 hores. Durant una observació típica de 48 hores, CHEOPS té una millor estabilitat de punteria de vuit segons d'arc amb una confiabilitat del 95%.

### Sistema d'instruments CHEOPS (CIS)
El detector, l'electrònica de suport, el telescopi, l'òptica de fons, l'ordinador de l'instrument i el maquinari de regulació tèrmica es coneixen agrupadament com el sistema d'instrument CHEOPS (CHEOPS Instrument System (CIS)). La precisió fotomètrica requerida s'aconsegueix utilitzant un detector CCD retroil·luminat de transferència de fotogrames simple de Teledyne e2v amb 1024 × 1024 píxels i un pas de píxels de 13 µm. El CCD està muntat al pla focal del telescopi i es refreda passivament a 233 K (−40 °C; −40°F), amb una estabilitat tèrmica de 10 mK.

### Plaques
Es van instal·lar dues plaques de titani amb milers de dibuixos miniaturitzats de nens a CHEOPS. Cada placa fa gairebé 18cm × 24cm (7,1 polzades × 9,4 polzades). Les plaques, preparades per un equip de la Universitat de Ciències Aplicades de Berna, van ser presentades en una cerimònia dedicada a RUAG el 27 d'agost de 2018.

## Objectius
El principal objectiu de la missió CHEOPS és estudiar l'estructura d'exoplanetes menors que Saturn, amb entre 1 i 20%M⊕, pertanyents a les estrelles més brillants del cel nocturn que compten amb planetes confirmats al seu voltant. Un cop identificades amb exactitud la massa i el radi d'una mostra significativa, és possible establir restriccions estructurals per als exoplanetes, així com noves teories sobre la formació i evolució dels cossos planetaris en aquest rang de masses. El satèl·lit centra les seves observacions en exoplanetes confirmats pel mètode de velocitat radial, que els detecta per les oscil·lacions que causen a les estrelles com a conseqüència de les seves òrbites. Per tant, el mètode infereix la massa d'un planeta però no les dimensions, que és l'objectiu de la missió CHEOPS. Determinant el seu radi amb precisió, es pot estimar la seva composició i conèixer si és terrestre o gasós mitjançant el càlcul de la seva densitat. Així, s'estableix amb exactitud la relació entre massa i radi dels cossos planetaris amb masses entre 1 i 20 M⊕.
En el disc d'acreixement d'un planeta en fase de formació, el nucli d'aquest últim ha d'assolir una massa crítica abans de disposar d'una gravetat suficient per assolir una acreció descontrolada de gas que el converteixi en un gegant gasós. El potencial d'un planeta per retenir una gruixuda atmosfera d'hidrogen o altres compostos volàtils varia en funció de nombrosos factors, com la seva composició, la metabilitat de la seva estrella, la distància respecte a aquesta o sematge major i, per descomptat, la pròpia massa del planeta.
Les investigacions de l'equip de Courtney Dressing —Centre d'Astrofísica Harvard-Smithsonian (CfA)— partint de les dades del HARPS-N, indiquen que hi ha un límit natural d'uns 1,6 R⊕, per sota del qual la majoria dels planetes són cossos tel·lúrics. A més, suggereixen que els planetes amb masses inferiors al 6% tenen altes probabilitats de presentar una composició similar a la de la Terra. Les observacions del CHEOPS, molt més precises, permeten identificar amb més detall la relació massa-radi dels cossos planetaris i el grau en què altres factors, com ara la distància entre el planeta i la seva estrella, poden afectar la densitat de l'objecte.
Les seves observacions són de gran utilitat pels telescopis JWST i pel futur ATLAST, que podran efectuar anàlisis espectroscòpics de les atmosferes dels planetes a la recerca d'indicis de vida extraterrestre.